# 三島玉沢インターチェンジ
三島玉沢インターチェンジ（みしまたまざわインターチェンジ）は、静岡県三島市竹倉にある伊豆縦貫自動車道（東駿河湾環状道路）のインターチェンジである。現時点では料金所の設置計画はない。インターチェンジの形状は「T型」。

## 接続する道路
- 静岡県道142号三ツ谷谷田線

## 沿革
- 1987年10月2日 : 岡宮IC（現・沼津岡宮IC） - 玉沢IC（現・三島玉沢IC）間の都市計画決定
- 1989年度 : 加茂IC（現・三島加茂IC） - 玉沢IC（現・三島玉沢IC）間事業化
- 1989年度 : 用地買収に着手
- 1991年度 : 玉沢IC（現・三島玉沢IC） - 函南IC間事業化
- 1995年2月21日 : 玉沢IC（現・三島玉沢IC） - 函南IC間の都市計画決定
- 1995年度 : 着工
- 2014年2月11日 : 三島塚原IC - 大場・函南IC - 函南塚本IC間開通[1]

## 周辺施設
- JCHO三島総合病院
- 静岡県総合健康センター
- 竹倉温泉
- 妙法華寺

## 隣
E70 伊豆縦貫自動車道（東駿河湾環状道路）
(6)三島塚原IC - (7)三島玉沢IC - (8)大場・函南IC